# V1311 Геркулеса
V1311 Геркулеса (лат. V1311 Herculis) — одиночная переменная звезда в созвездии Геркулеса на расстоянии (вычисленном из значения параллакса) приблизительно 12912 световых лет (около 3959 парсек) от Солнца. Видимая звёздная величина звезды — от +11,43m до +11,13m.
Открыта Лорел А. Браун и Присциллой Дж. Бенсон в 1997 году*.

## Характеристики
V1311 Геркулеса — красный гигант, пульсирующая полуправильная переменная звезда типа SRB (SRB) спектрального класса M. Радиус — около 71,07 солнечного, светимость — около 871,376 солнечной. Эффективная температура — около 3720 K.